# Karoline Krüger
Karoline Krüger (1970. február 13. Norvégia, Bergen –) norvég énekes, színész és zeneszerző.

## Karrierje
Krüger először 11 évesen szerepelt a televízióban, a Halvsju nevű, fiataloknak szóló showban. Első áttörését 1988-ban érte el, mikor még a Langhaugen Skole tanulójaként "For vår jord" ("Földünkért") című dalával megnyerte a norvég Melodi Grand Prix-t. Ezzel bejutott az  1988-as Eurovíziós Dalfesztivál az évi, az ír fővárosban, Dublinban tartott döntőjére. Itt ötödik helyet ért el. Még ebben az évben megjelent a Fasetter című debütáló lemeze. Ő énekelte Vladimir Cosma szerzeményét, a You Call It Love balladát a L'etudiante filmben. Ezt a dalt később Richard Sanderson is előadta.
2013-ban férjével, Sigvart Dagslanddal közösen karácsonyi koncertsorozatot adott, ahol a Jul című albumukat mutatták be.

## Magánélete
Krüger egy másik ismert norvég énekes, Sigvart Dagsland felesége, akivel két közös lányuk van, Sophie (sz. 1998) és Emma (sz. 2002).

## Diszkográfia

### Szóló albumok
- 1988: Fasetter (Noahs Ark) (Legjobb hely NOR: #16)[4]
- 1991: En gang i alles liv (Kirkelig Kulturverksted) (Legjobb hely NOR: #20)[4]
- 1993: Fuglehjerte (Kirkelig Kulturverksted)
- 1996: Den andre historien (Kirkelig Kulturverksted) (Legjobb hely NOR: #36)[4]
- 1999: Sirkeldans (Kirkelig Kulturverksted)
- 2004: De to stemmer (Kirkelig Kulturverksted)
- 2011: Veggen (Kirkelig Kulturverksted)
- 2013: Jul (Universal) Duet album Sigvart Dagslanddal
- 2018: Labyrinter! (Grappa)

### Együttműködések
| Év   | Album                            | Legjobb helyezés |
| Év   | Album                            | NOR              |
| ---- | -------------------------------- | ---------------- |
| 2013 | Jul (Sigvart Dagslanddal közösen | 3                |

### Kislemezek
| Év   | kislemez           | Legjobb helyezés                              | Elismerés |
| Év   | kislemez           | Syndicat National de l’Édition Phonographique | Elismerés |
| ---- | ------------------ | --------------------------------------------- | --------- |
| 1988 | "You Call It Love" | 8                                             |           |